# Neuné
Il Neuné o Neune è un fiume francese che scorre nel dipartimento dei Vosgi nella regione del Grande Est e che sfocia nella Vologne.

## Geografia
Il Neuné nasce nel comune di Gerbépal, nel Parco Naturale Regionale Ballons des Vosges. Si dirige verso nord-ovest e bagna Corcieux, dove si trova la confluenza con la Goulle. Poco più a settentrione vira verso ovest, a La Chapelle-devant-Bruyères riceve da sinistra il Bheumey, lungo quasi 8 km, quindi, poco dopo, a Laveline-devant-Bruyères si getta nella Vologne.